# Anatolij Jevsztyignyejevics Maszljonkin
Anatolij Jevsztyignyejevics Maszljonkin (oroszul: Анатолий Евстигнеевич Маслёнкин; Moszkva, 1930. június 29. – Moszkva, 1988. május 16.) szovjet válogatott orosz labdarúgóhátvéd.
A szovjet válogatott tagjaként részt vett az 1958-as és az 1962-es labdarúgó-világbajnokságon, az 1956. évi nyári olimpiai játékokon és az 1960-as labdarúgó-Európa-bajnokságon, utóbbi kettőt meg is nyerték.

## Pályafutása

### Klubcsapatokban
1954-ben mutatkozott be a szovjet első osztályban a Szpartak Moszkva csapatában. 1963-ig a fővárosi klubban maradt, ahol három szovjet bajnokságot nyert, és több mint kétszáz bajnoki mérkőzésen szerepelt. 1964-ben a Sinnyik Jaroszlavlhoz igazolt, ahol 1966-ig játszott.

### A válogatottban
33 mérkőzésen lépett pályára a szovjet válogatottban, részt vett két világbajnokságon, valamint 1960-ban az első Európai Nemzetek Kupáján, ahol első helyen végeztek. Az 1956-os nyári olimpián is aranyérmes lett.

## Sikerei, díjai

### Klubcsapattal
Szpartak Moszkva
- Szovjet bajnok: 1956, 1958, 1962
- Szovjet kupagyőztes: 1958

### A válogatottal
Szovjezunió
- Olimpiai arany: Melbourne, 1956
- Európa-bajnokság: 1960

## Fordítás
- Ez a szócikk részben vagy egészben  az   Anatoli Maslyonkin című angol Wikipédia-szócikk ezen változatának fordításán alapul.  Az eredeti cikk szerkesztőit annak laptörténete sorolja fel. Ez a jelzés csupán a megfogalmazás eredetét és a szerzői jogokat jelzi, nem szolgál a cikkben szereplő információk forrásmegjelöléseként.